# بنكرياس

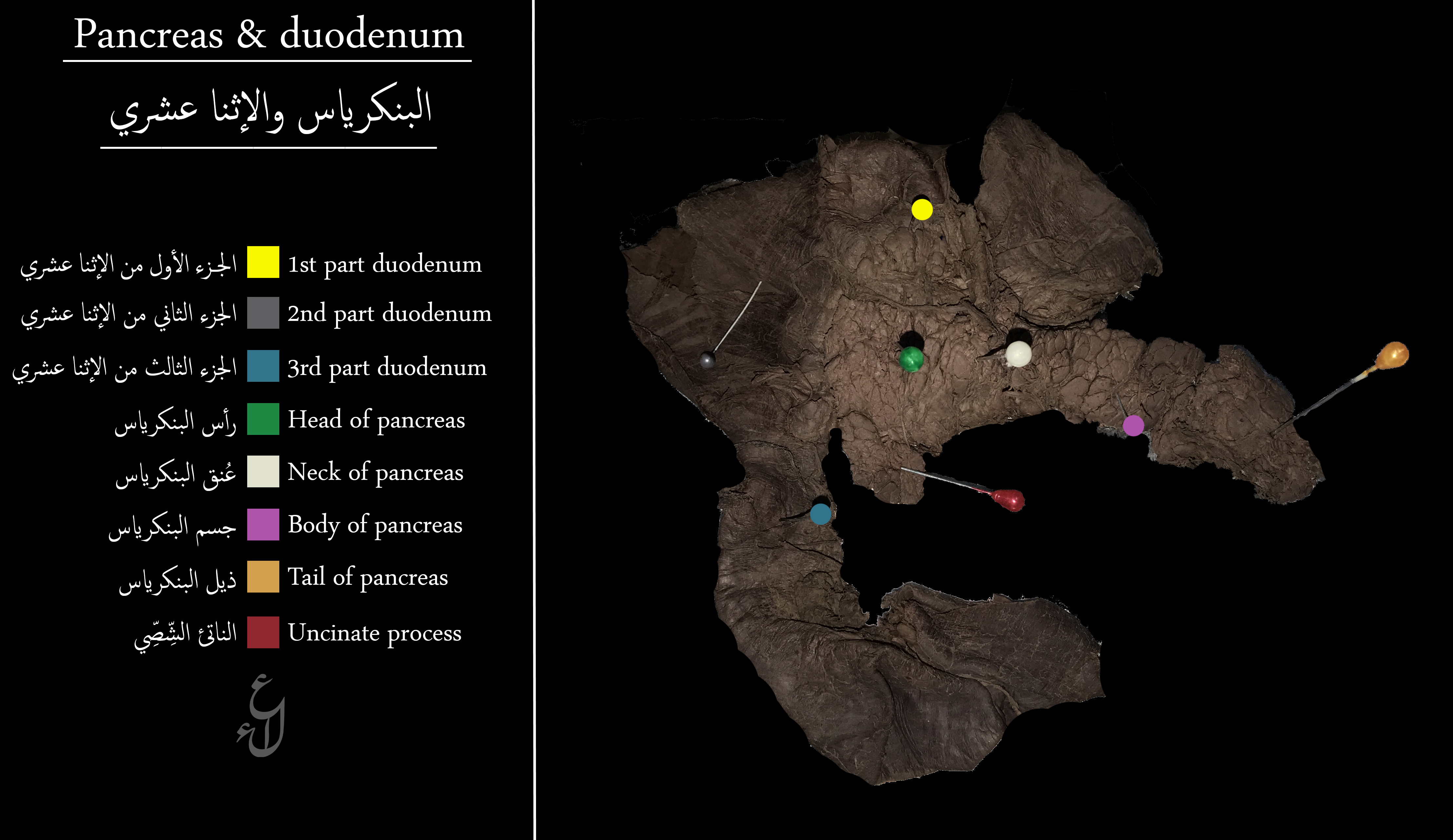
أجزاء البنكرياس (الذيل، العنق، الرأس، الجسم)

الْبَنكِرِيَاس (بالإنجليزية: Pancreas) أو الْمُعَثْكَلَة أو الْمِعْقَد أو الْحُلْوَة أو لَوْزَةُ الْمَعِدَة أحد أهم الغدد الموجودة في جسم الثدييات ولها دور مزدوج حيث يعمل كغدة خارجية الإفراز تقوم بإفراز العصارة البنكرياسية المحتوية على أنزيمات هاضمة وغدة صماء أو داخلية الإفراز تقوم بإفراز هرموني الإنسولين والغلوكاغون اللذان ينظمان مستوى السكر في الدم.
يبلغ حجم البنكرياس ما يقارب سبع بوصات ويتصل مع الأمعاء الدقيقة، بواسطة القناة البنكرياسية ويقع قريباً من المعدة وعميقاً في الجزء العلوي الخلفي للبطن مقابل العمود الفقري. البنكرياس ضروري جداً لعملية الهضم وذلك بسبب إفرازه للعصارة البنكرياسية في الاثنا عشر، والتي تحتوي على الإنزيمات التي تساعد على هضم البروتينات، والدهون والسكريات قبل أن يتسنى امتصاصها من الأمعاء؛ كما يحتوي البنكرياس على غدد صماء تعرف بجزيرات البنكرياس تحتوي على خلايا بيتا التي تفرز هرمون الإنسولين الذي يخفض مستوى السكر في الدم وتحتوي أيضًا على خلايا ألفا التي تفرز هرمون الغلوكاغون الذي له مفعول معاكس لمفعول الإنسولين أي يزيد من تركيز السكر في الدم.
يتكون البنكرياس من رأس، وعنق، وجسم، وذيل. كل البنكرياس يقع خلف غشاء الصِّفاق عدا الجزء الأخير من الذيل فإنه يقع في الرباط بين الكلية والطحال. الشريان الذاهب إلى الطحال هو شريان متعرج يمر أعلى البنكرياس ويغذيه بواسطة الشريان البنكرياسي.
يمثل البنكرياس غدة خارجية، وداخلية خارجية لأنه يفرز العصارة البنكرياسية التي يصبها في القناة البنكرياسية التي بدورها تصبها في الجزء الأول من الاثنا عشر. أما غدة داخلية لأن خلاياه في جزيرات البنكرياس تفرز هرموني الأنسولين والغلوكاغون إلى الدم مباشرة دون قناة.
للبنكرياس قناة رئيسية وقناة صغيرة تصب فيها أو تصب وحدها في الإثني عشر. في نهاية القناة الرئيسية تنفتح قناة المرارة على قناة البنكرياس الرئيسية فيكونان قناة مشتركه تسمى باسم الجراح الذي وصفها. وهي تفتح في الجهة اليسرى في منتصف الجزء الثاني من الإثني عشر.
تحيط بنهاية القنوات والفتحة المشتركة عضلات ملساء تعمل كصمام لتنظيم خروج المواد ومنع رجوعها بالاتجاه المعاكس، وتسمى بصمام أودي.

## الأصل اللغوي
أصل الكلمة العربية المُعَثْكَلَة من العُثْكُول أو العِثْكَال: «وهو ما عليه البُسْرُ من عِيدَانِ الكِبَاسَة، وهو في النَّخْلِ بمنزلة العُنْقُودِ من الكَرْمِ»، وذلك راجع لشكلها الشبيه بالعثكول، وقديمًا أيضًا أطلق الأطباء العرب على غُدَّة البَنْكِرياس كُنية «لَوْزَةُ الْمَعِدَة»؛ وذلك في إشارة إلى كونها رافدًا يقع خلف المعدة مباشرةً ويصب إفرازاته الهرمونية في الدم مباشرةً كما يصب عصاراته الهضمية في الاثنا عشر ومنه إلى الأمعاء الدقيقة لتقوم بمهامها في عملية الهضم.
أصل كلمة بنكرياس من اللغة الإنجليزية (بالإنجليزية: pancreas)، والتي أتى أصلها اللغوي من اللغة الإغريقية، وهي مؤلفة من مقطعين: الأول: «-pan» بمعنى كل (بالإنجليزية: all)، والثاني «kreas» بمعنى لحم (بالإنجليزية: flesh)، وسمي بذلك بسبب ملاحظة تجانس شكل هذا العضو الذي يشبه اللحم.

## الوظيفة
تساعد الهرمونات التي يفرزها البنكرياس على تنظيم مستوى السكر في الدم والتمثيل الغذائي للمواد الغذائية في الجسم، وكذلك في إفراز العصارة البنكرياسية التي تساعد في عملية الهضم. يعمل البنكرياس دور الغدد الصماء بإفرازه لهرموني الأنسولين والجلوكاجون التي تنظم مستويات السكر في الدم ودور الغدد القنوية بإفرازه للإنزيمات الهاضمة.

### تنظيم مستوى السكر في الدم
يحافظ البنكرياس على مستويات الجلوكوز ثابتة في الدم. عندما تكون مستويات الجلوكوز في الدم منخفضة، تفرز خلايا ألفا الجلوكاجون، مما يزيد من مستويات السكر في الدم، بينما تفرز خلايا بيتا الأنسولين في حال ارتفاع مستويات السكر. أيضًا تفرز خلايا دلتا السوماتوستاتين الذي يقلل من إفراز الأنسولين والجلوكاجون معًا.
يعمل الجلوكاجون على زيادة مستويات الجلوكوز من خلال تحفيز عملية تكسير الجليكوجين إلى جلوكوز في الكبد والعضلات وتحفيز تصنيع الجلوكوز من الأحماض الدهنية وبعض الأحماض الأمينية. يعتبر الصوم من المحفزات الرئيسية لإفراز الجلوكاجون. وعلى النقيض،يعمل الأنسولين على خفض مستويات الجلوكوز في الدم عن طريق تحفيز أخذه بواسطة الخلايا، بالإضافة إلى تحويل الفائض من الجلوكوز إلى دهون وتخزينها في الأنسجة الدهنية.
يفرز الأنسولين في البداية على شكل مركب مركب أولي يسمى بريبرونسولين ( preproinsulin) الذي يتحول إلى بروإنسولين ( proinsulin) ثم بعد ذلك يكسر بواسطة (سي-ببتيد) إلى الأنسولين الذي يخزن داخل حبيبات في خلايا بيتا البنكرياسية.
العامل الرئيسي الذي يؤثر على إفراز الأنسولين والجلوكاغون هو مستويات الجلوكوز في بلازما الدم. انخفاض نسبة السكر في الدم يحفز إفراز الجلوكاجون، فيما ارتفاع السكر في الدم يحفز إفراز الأنسولين. هناك عوامل أخرى تؤثر أيضًا على إفراز هاذين الهرمونين مثل بعض الأحماض الأمينية التي تحفز إفراز الأنسولين والجلوكاجون. وعلى النقيض فأن هرمون السوماتوستاتين يثبط إفراز كِلا الهرمونين.

### الهضـم
يلعب البنكرياس دورًا حيويًا في عملية الهضم. حيث يقوم بإفراز العصارة البنكرياسية التي تحتوي على إنزيمات هاضمة إلى الاثني عشر، وهو الجزء الأول من الأمعاء الدقيقة الذي يستقبل الطعام من المعدة. تساعد هذه الإنزيمات على تكسير الكربوهيدرات والبروتينات والدهون. تترتب الخلايا البنكرياسية المسؤولة عن إفراز العصارة البنكرياسية في مجموعات تسمى أسيني (acini). تتجمع الإفرازات في قنوات فصية تصب في القناة البنكرياسية الرئيسية، والتي تصب مباشرة في الاثني عشر. يتم إفراز حوالي 1.5 - 3 لتر من العصارة البنكرياسية يوميًا.
تحوي خلايا الأسيني على حبيبات تتكون بداخلها الإنزيمات الهاضمة بصورة غير نشطة تسمى زيموجينات، أو بروإنزايمات، عندما يتم إطلاقها في الاثني عشر يتم تحويلها بواسطة إنزيم إنتيروكينيز الموجود في بطانة الاثني عشر إلى صورتها النشطة.
تبدأ الإنزيمات بتنشيط تحويل التربسينوجين إلى تربسين،كذالك تحويل الكيموتربسينوجين إلى شكله النشط كيموتربسين. تشمل الإنزيمات التي يتم إفرازها في هضم الدهون إنزيم الليباز البنكرياسي،والفوسفوليبيز A2، والليزوفوسفوليبيز، وكولسترول استريز. أيضًا من الإنزيمات التي يفرزها البنكرياس إنزيم الأميليز البنكرياسي الذي يختص بهضم ماتبقى من النشا والكربوهيدرات.
تُفرز هذه الإنزيمات مع سائل قلوي من البيكربونات يعمل على حفظ الرقم الهيدروجيني في الحدود القلوية لكي تعمل الإنزيمات بكفاءة، كما يساعد أيضًا على معادلة أحماض المعدة التي تتسرب إلى الاثني عشر.
تُحفز إفراز العصارة البنكرياسية هرمونيًا بواسطة هرموني الكوليسيستوكينين،والسيكريتين وعصبيًا بواسطة الأسيتيل كولين الذي يفرز من العصب المبهم. يتم إطلاق الكوليسيستوكينين من خلايا إيتو في بطانة الاثني عشر والصائم استجابةً لوجود الأحماض الدهنية طويلة السلسلة.
تعمل مجموعة متنوعة من الآليات للتأكد من أن البنكرياس لن يعمل على هضم نفسه بواسطة الإنزيمات التي يفرزها وتشمل هذه الآليات إفراز الإنزيمات بشكلها غير النشط (زيموجينات)، وإفراز مثبط إنزيم التريبسين الواقي، الذي يعطل عمل التربسين.

## التشريح

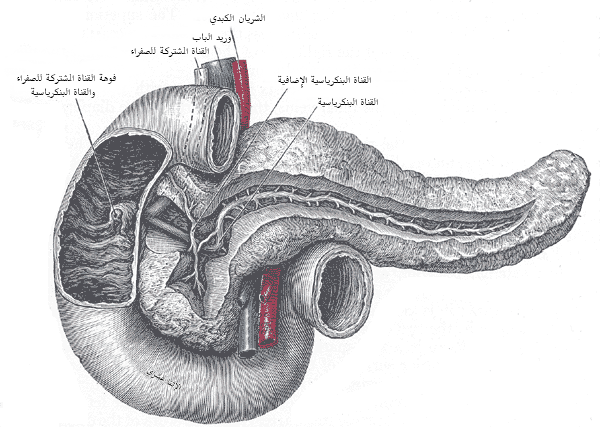
البنكرياس متصلا مع الأثني العشر

البنكرياس غدة طرية مفصصة، تتوضع على جدار البطن الخلفي وتمتد بشكل عرضاني في البطن من الانحناء العفجي حتى سرة الطحال، خلف المعدة. طولها حوالي 13 سم وعرضها 2-7 سم ووزنها 70-80 غ.
تقع بمستوى الفقرة القطنية الأولى، أسفل الجذع الزلاقي. تتثبت عليها مساريقا الكولون المعترض، فاصلة بين الحيز فوق الكلولون والحيز تحت الكلولون.
يقع البنكرياس في أسفل المنطقة فوق المعدية والمنطقة تحت الغضروفية ويمر من أمام رأس البنكرياس: الأوعية المساريقية العليا، القولون المستعرض وحلقات المعي الصائم، ومن خلفه: القناة المرارية المشتركة، الشريان الأورطي، الوريد الأجوف السفلي ونهايات الوريدين الكلويين. ما عنق البنكرياس فيمر من أمامه: الوصلة البوابية الإثنى عشرية، ومن خلفها: نقطة اتحاد الوريد الطحالي والوريد المساريقي العلوي لتكوين الوريد البابي الكبدي.
يتكون البنكرياس من الأقسام التالية: الرأس، العنق، الجسم، الذيل:

### رأس البنكرياس
يحتل تقعير العفج، يبرز في الجزء السفلي منه استطالة تسمى الناتئ المجنحي الذي يمتد باتجاه اليسار خلف الأوعية المساريقية العلوية. يفترق الرأس عن العنق في الأمام بثلم يمر فيه الشريان المعدي العفجي، وفي الخلف بثلم يمر في وريد الباب.
مجاروات رأس البنكرياس :
- في الأمام: القطعة الأولى للاثني عشر- القولون المعترض- الغشاء البطني المصلي الشفاف.
- في الخلف: الوريد الأجوف السفلي- نهاية الوريدين الكلويين- السويقة اليمنى للحجاب الحاجز- القناة الصفراوية.

### عنق البنكرياس
عبارة عن منطقة ضيقة بين الرأس والجسم. يقع خلفه بداية وريد الباب. وينشأ الشريان المساريقي العلوي عند العنق. يغطيه البريتوان من الأمام.

### جسم البنكرياس
يمتد باتجاه الأعلى واليسار. مقطعه المستعرض شكله مثلثي تقريباً.
مجاورات جسم البنكرياس :
- في الأمام: المعدة، وهو مغطى بالغشاء البطني المصلي الشفاف (بالإنجليزية: peritoneum) ويفترق عن المعدة بالكيس الصغير، يسير فوق حافته العلوية الشريان الطحالي.
- في الخلف: بداية الشريان المساريقي العلوي، الأبهر، السويقة اليسرى للحجاب الحاجز، الكظر الأيسر، الكلية اليسرى وأوعيتها والوريد الطحالي.

### ذيل البنكرياس
قسم دقيق يسير ضمن الرباط الطحالي الكلوي وترافقه الأوعية الطحالية ويصبح بتماس سرة الطحال.

### أقنية البنكرياس المفرغة
للبنكرياس قناتان مفرغتان واحدة رئيسية والأخرى لاحقة:
- القناة المعثكلية الرئيسية: تبدأ في الذيل، ثم تمتد طوال الغدة متلقية روافد عديدة أثناء سيرها. تخترق الجدار الخلفي الإنسي للقطعة الثانية للعفج عند منتصفها مع القناة الصفراوية في الحليمة العفجية الكبيرة. يمكن أن تفتح بشكل منفصل في العفج.
- القناة المُـعَثْكَلِـية اللاحقة: تقع في حال وجودها في الجزء العلوي من رأس المعثكلة. ثم تفتح على القطعة الثانية من العفج في نقطة أعلى من الحليمة العفجية الكبيرة.

### التروية الشريانية للبنكرياس
يتروى رأس المعثكلة بالشريان المعثكلي العفجي العلوي فرع الشريان المعدي العفجي وكذلك بالشريان المعثكلي السفلي فرع الشريان المساريقي العلوي. بينما يروي الشريان الطحالي بقية أجزاء الغدة.

### العَوْد الوريدي
تنزح الأوردة المرافقة للشرايين إلى وريد الباب.

### النزح اللمفي
ينزح اللمف إلى العقد المعثكلية الطحالية التي تقع على طول الحافة العلوية للغدة، ومن ثم تنزح إلى العقد الزلاقية.
وينزح اللمف إلى عقد تقع على مسار الأوعية المعثكلية العفجية، ومن ثم تنزح إلى العقد المساريقية العلوية.

### التزويد العصبي
يتم التعصيب عبر ألياف عصبية ودية ولاودية (مبهمية).
يسيطر المبهم على الإفراز البنكرياسي. بينما ينتقل حس الألم من البنكرياس عن طريق الأعصاب الحشوية.

## الأهمية السريرية

### التهاب البنكرياس
غالبًا ما يرتبط التهاب البنكرياس بحصوات المرارة المتكررة أو تعاطي الكحول المزمن، مع أسباب شائعة أخرى بما في ذلك الضرر الرضحي، وبعض الأدوية، والعدوى مثل النكاف، ومستويات الدهون الثلاثية المرتفعة في الدم. من المحتمل أن يسبب التهاب البنكرياس الحاد ألمًا شديدًا في وسط البطن، والذي يمتد غالبًا إلى الظهر، وقد يترافق مع الغثيان أو القيء. قد يؤدي التهاب البنكرياس الشديد إلى نزيف أو انثقاب البنكرياس مما يؤدي إلى متلازمة استجابة التهابية جهازية. غالبًا ما تتم إدارة هذه المضاعفات الشديدة في وحدة العناية المركزة.
في التهاب البنكرياس، تتسبب الإنزيمات البنكرياسية باتلاف البنية النسيجية للبنكرياس. غالبًا ما يستخدم الكشف عن بعض هذه الإنزيمات، مثل الأميليز والليباز في الدم، إلى جانب الأعراض ونتائج التصوير الطبي مثل الموجات فوق الصوتية أو الأشعة المقطعية، للإشارة إلى إصابة الشخص بالتهاب البنكرياس. غالبًا ما تتم إدارة التهاب البنكرياس طبياً باستخدام مسكنات الآلام، والمراقبة لمنع الصدمة أو السيطرة عليها، وإدارة أي أسباب كامنة محددة. قد يشمل ذلك إزالة حصوات المرارة، وخفض مستويات الدهون الثلاثية أو الجلوكوز في الدم، واستخدام الكورتيكوستيرويدات في علاج التهاب البنكرياس المناعي الذاتي.
يُشير التهاب البنكرياس المزمن إلى تطور التهاب البنكرياس بمرور الوقت. يشترك في حدوثه العديد من الأسباب، وأكثرها شيوعًا هو تعاطي الكحول المزمن، مع أسباب أخرى بما في ذلك النوبات الحادة المتكررة والتليف الكيسي. أكثر الأعراض شيوعًا هي آلام البطن، التي تخف بشكل كبير في حالة الجلوس أو شرب الكحول. عندما تتأثر وظيفة البنكرياس بشدة، قد يؤدي ذلك إلى مشاكل في هضم الدهون وتطور الإسهال الدهني. وفي حال تتأثر وظيفة الغدد الصماء، قد يؤدي ذلك إلى الإصابة بمرض السكري. يتم فحص التهاب البنكرياس المزمن بطريقة مشابهة لالتهاب البنكرياس الحاد. بالإضافة إلى إدارة الألم والغثيان، وإدارة أي أسباب كامنة والتي قد تشمل التوقف عن تناول الكحول.

### سرطان البنكرياس
لا يزال من الصعب علاج سرطانات البنكرياس، وخاصة النوع الأكثر شيوعًا وهو سرطان البنكرياس الغدي، ولا يتم تشخيصها في الغالب إلا في مرحلة متأخرة جدًا. الاستئصال الجراحي هو العلاج الوحيد. سرطان البنكرياس نادر الحدوث لدى الأشخاص الذين تقل أعمارهم عن 40 عامًا ومتوسط عمر التشخيص هو 71. تشمل عوامل الخطر التهاب البنكرياس المزمن، وتقدم السن، والتدخين، والسمنة، ومرض السكري، وبعض الحالات الوراثية النادرة، بما في ذلك الورم الصماوي المتعدد من النوع 1، وسرطان القولون،ومتلازمة وحمة خلل التنسج. يُعزى حوالي 25% من الحالات سرطان البنكرياس إلى تدخين، بينما ترتبط 5-10% من الحالات بجينات وراثية.
سرطان البنكرياس الغدي هو الشكل الأكثر شيوعًا من سرطانات البنكرياس.تظهر الأعراض في وقت متأخر من مسار السرطان، وتكون على شكل ألمًا في البطن، أو فقدانًا للوزن، أو اصفرار في الجلد(يرقان) بسبب إعاقة السرطان لتدفق العصارة الصفراوية. تشمل الأعراض الأخرى الأقل شيوعًا الغثيان والقيء والتهاب البنكرياس أو الخثار الوريدي المتكرر. عادة ما يتم تشخيص سرطان البنكرياس عن طريق التصوير الطبي بالموجات فوق الصوتية أو الأشعة المقطعية. يمكن استخدام الموجات فوق الصوتية بالمنظار، ويمكن استخدام الخزعة الموجهة بواسطة ERCP أو الموجات فوق الصوتية لتأكيد التشخيص.
تظهر معظم أنواع السرطان في مرحلة متقدمة من المرض. فقط 10 إلى 15% من الأورام يمكن استئصالها جراحيًا. فيما الجزء الأكبر من الأصابات يقتصر علاجها على إدارة الأعراض الناجمة عن السرطان وتخفيف الآلام أو ما يسمى بالعلاج التلطفي، وربما يشمل فغر الكيس الصفراوي أو إدخال دعامات لتسهيل تصريف الصفراء. في عام 2018 ثبت أن إعطاء العلاج الكيميائي الذي يحتوي على فلورويوراسيل، إرينوتيكان، أوكساليبلاتين ولوكوفورين يطيل البقاء على قيد الحياة. يعتبر سرطان البنكرياس في الولايات المتحدة رابع أكثر السرطانات شيوعًا التي تؤدي الى الوفاة. يحدث المرض في كثير من الأحيان في بلدان العالم المتقدم، الذي سجل مانسبته 68% من الحالات الجديدة عام 2012. عادةً ما يكون لسرطان البنكرياس الغدي نتائج سيئة، حيث يبلغ متوسط النسبة المئوية للبقاء على قيد الحياة بعد خمس سنوات من تشخيص المرض حولي (25-5)٪.

### مرض السكر النوع 1
داء السكري من النوع الأول هو مرض مناعي ذاتي مزمن يهاجم فيه الجهاز المناعي خلايا بيتا التي تفرز الأنسولين في البنكرياس. الأنسولين ضروري للحفاظ على مستويات السكر في الدم ضمن مستوى محدد، ويمكن أن يؤدي نقصه إلى ارتفاع نسبة السكر في الدم، يمكن أن يحدث السكري مضاعفات مثل أمراض الأوعية الدموية واعتلال الشبكية السكري وأمراض الكلى والاعتلال العصبي. عدم توفر ما يكفي من الأنسولين لاستخدام الجلوكور بواسطة الخلايا يجبر الجسم على استخدام الدهون كمصدر للطاقة والتي تنتج عنها مخاطر تتطور حالة مرضية تُعرف بالحماض الكيتوني السكري. يمكن أن يتطور داء السكري من النوع الأول في أي عمر ولكن غالبًا ما يتم تشخيصه في الأطفال. بالنسبة للأشخاص المصابين بداء السكري من النوع 1، فإن حقن الأنسولين ضرورية للبقاء على قيد الحياة. هناك دراسات حول إمكانية زراعة البنكرياس أو خلايا بيتا كعلاج لمرص السكري من النوع الأول.

### داء السكري من النوع 2
داء السكري من النوع 2 هو الشكل الأكثر شيوعًا لمرض السكري. عادة ما تكون أسباب ارتفاع نسبة السكر في الدم في هذا النوع من مرض السكري هي مزيج من مقاومة الأنسولين بواسطة الخلايا أو ضعف إفراز الأنسولين من البنكرياس، بالإضافة الى كل من العوامل الوراثية والبيئية التي تلعب دورًا في تطور المرض. بمرور الوقت، قد تصبح خلايا بيتا البنكرياس أقل فاعلية. تتضمن إدارة مرض السكري من النوع 2 مجموعة من إجراءات نمط الحياة والأدوية إذا لزم الأمر وربما الأنسولين. [39] تعمل العديد من الأدوية على تعزيز إفراز الأنسولين من خلايا بيتا، وخاصة السلفونيل يوريا، التي تعمل مباشرة على خلايا بيتا ؛ والإنكريتينات التي تؤازر عمل هرمونات الببتيد الشبيه بالجلوكاجون 1، مما يزيد من إفراز الأنسولين من خلايا بيتا بعد الوجبات، وتكون أكثر مقاومة للتحلل ؛ ومثبطات DPP-4، التي تبطئ تكسير الإنكريتين.

### استئصال البنكرياس
من الممكن أن يعيش الشخص بدون بنكرياس، بشرط أن يأخذ الشخص الأنسولين بشكل منتظم للحفاظ على مستويات الجلوكوز في الدم بالإضافة الى مكملات إنزيمات البنكرياس لتنظيم عملية الهضم.

## صور

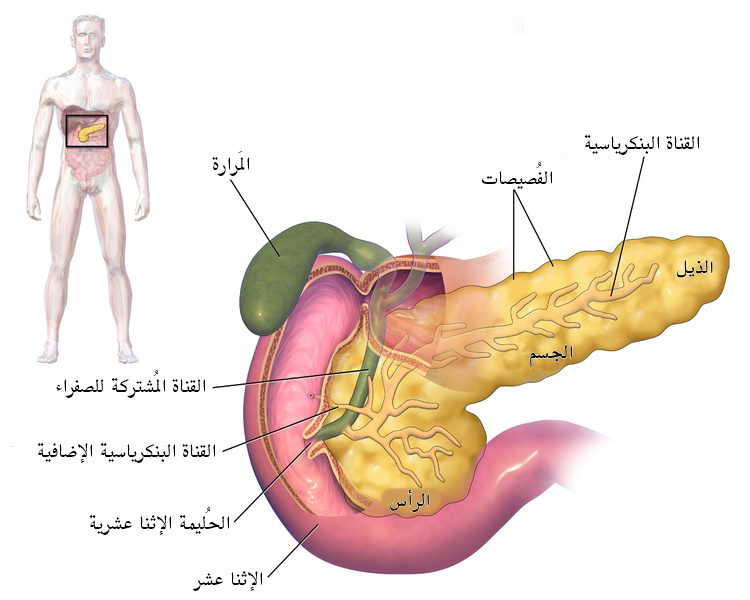
صورة توضيحية للبنكرياس.
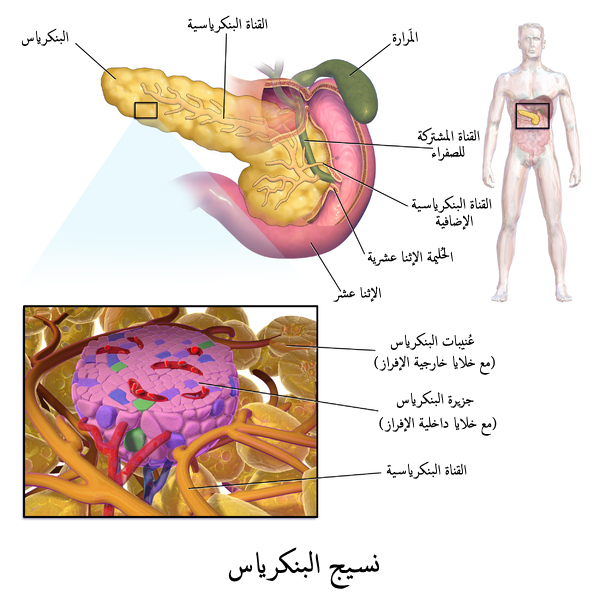
صورة توضيحية للنسيج البنكرياسي تظهر فيها جزر لانجرهانز.
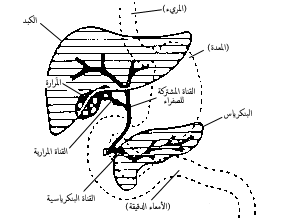
الجهاز الهضمي الملحق.
أعضاء الهضم.
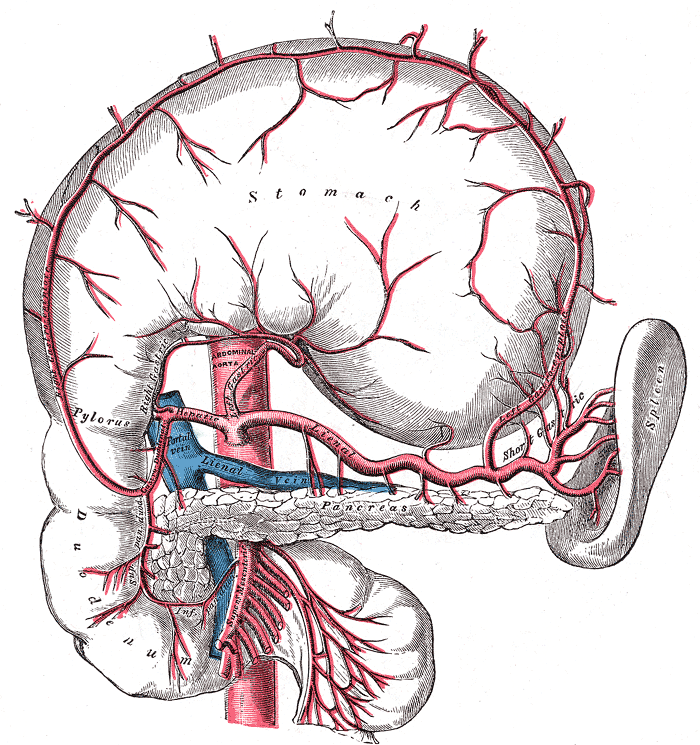
الشريان البطني وفروعه،المعدة تم رفعها والغشاء المصلي البطني الشفاف (بالإنجليزية: peritoneum) تم إزالته.
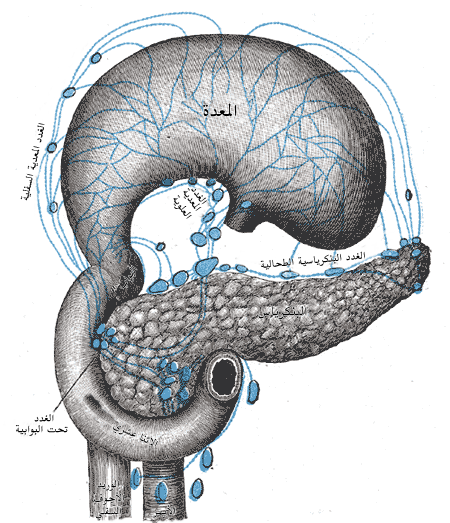
الأوعية اللمفية للمعدة وما حولها.المعدة تم تحريكها للأعلى.
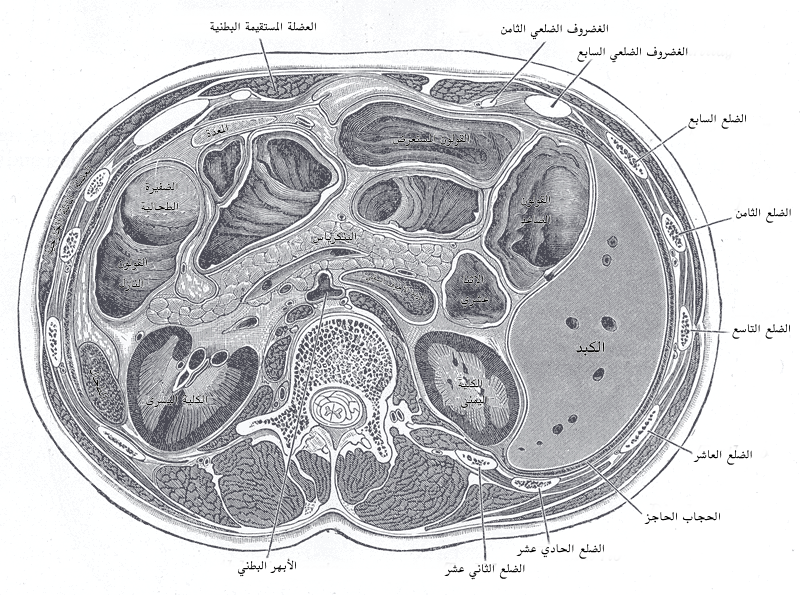
مقطع عرضي عبر منتصف الفقرة  القطنية الأولى (فقرة أسفل الظهر الأولى) يظهر علاقة التراكيب المحيطة بالبنكرياس وصلتها به.
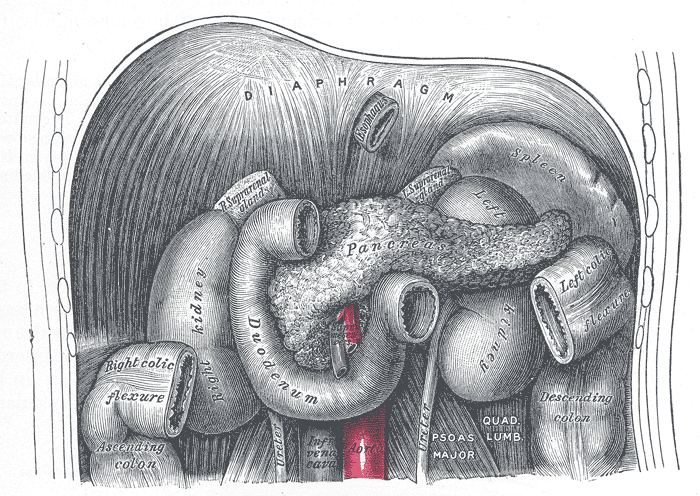
الاثنا عشر والبنكرياس.
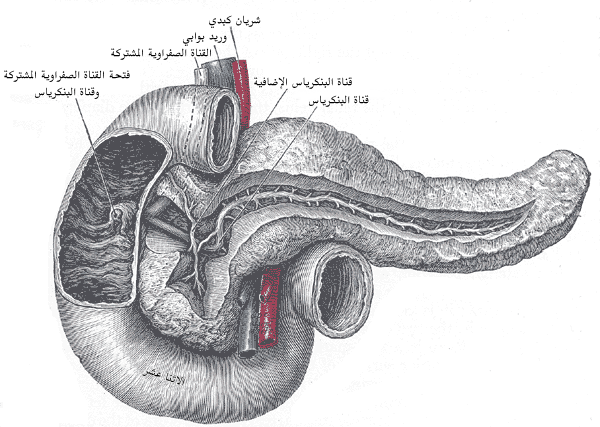
القناة البنكرياسية
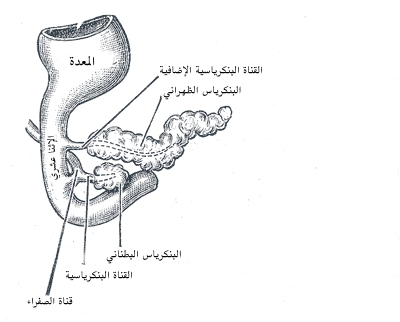
البنكرياس لجنين بشري عمره خمسة أسابيع.
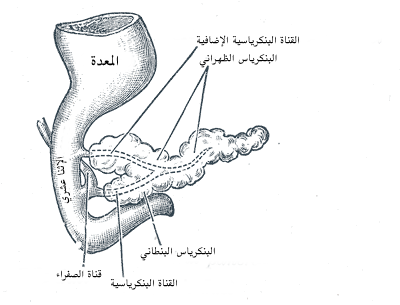
البنكرياس لجنين بشري في نهاية الأسبوع السادس.
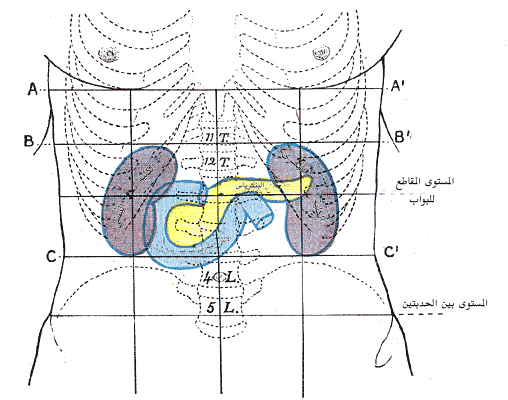
مقدمة البطن يظهر فيها العلامات السطحية للاثنا عشر والبنكرياس والكليتين.
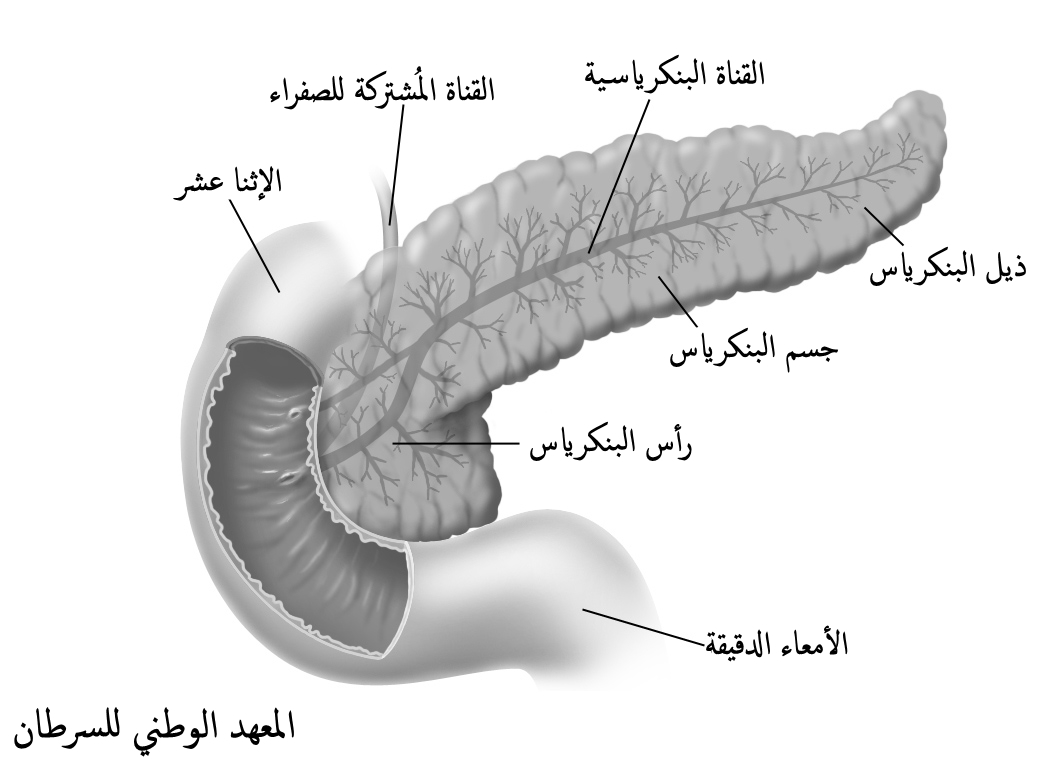
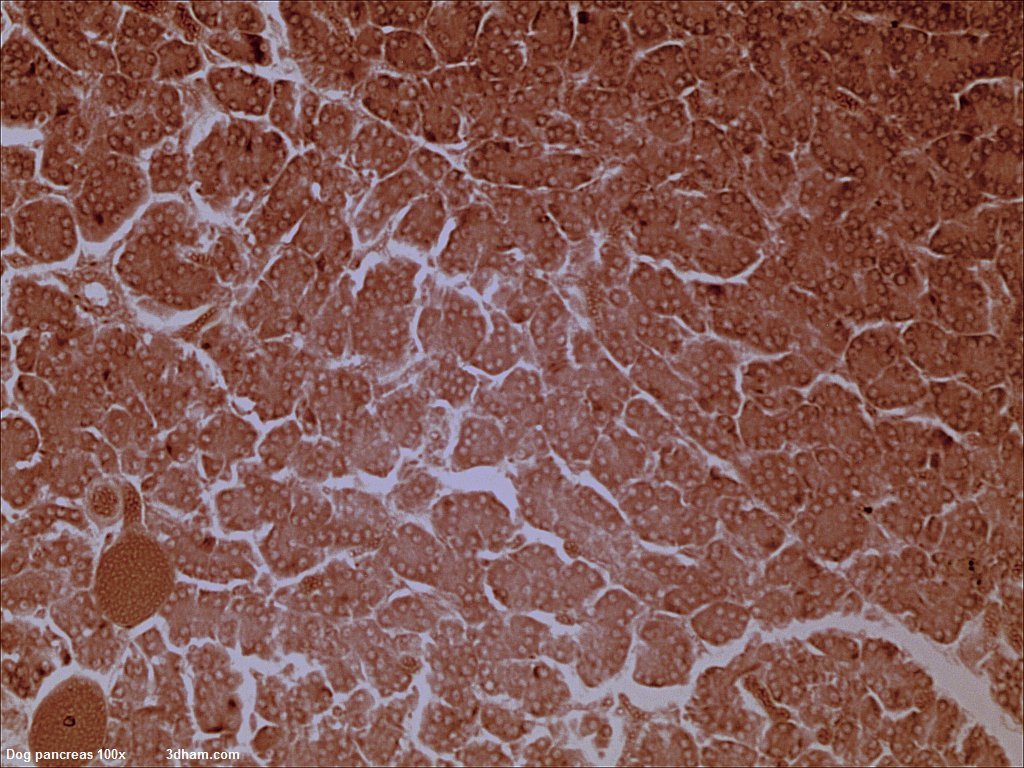
البنكرياس عند الكلب، مكبرة مئة مرة.
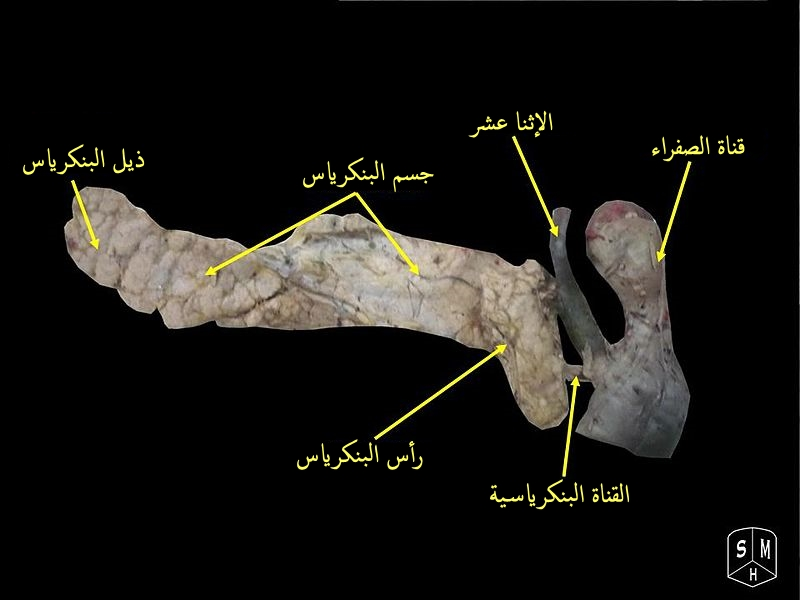
البنكرياس.
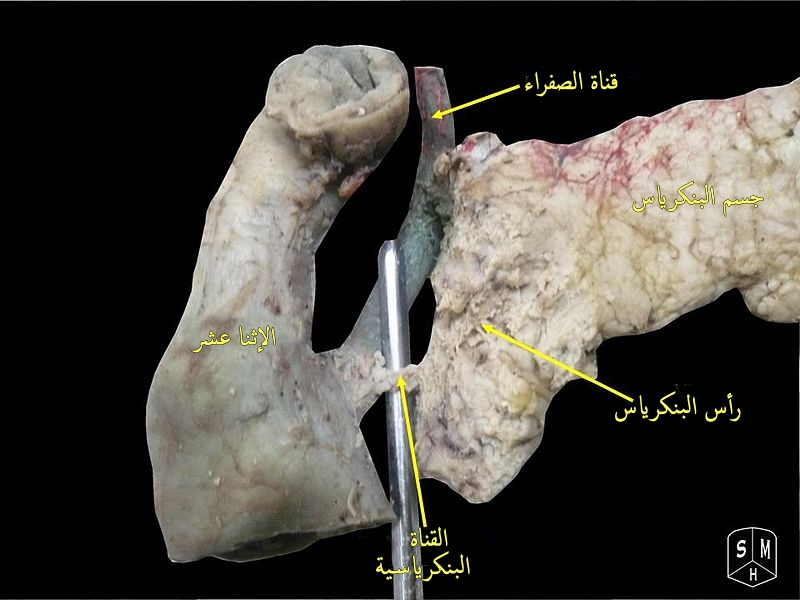
البنكرياس.
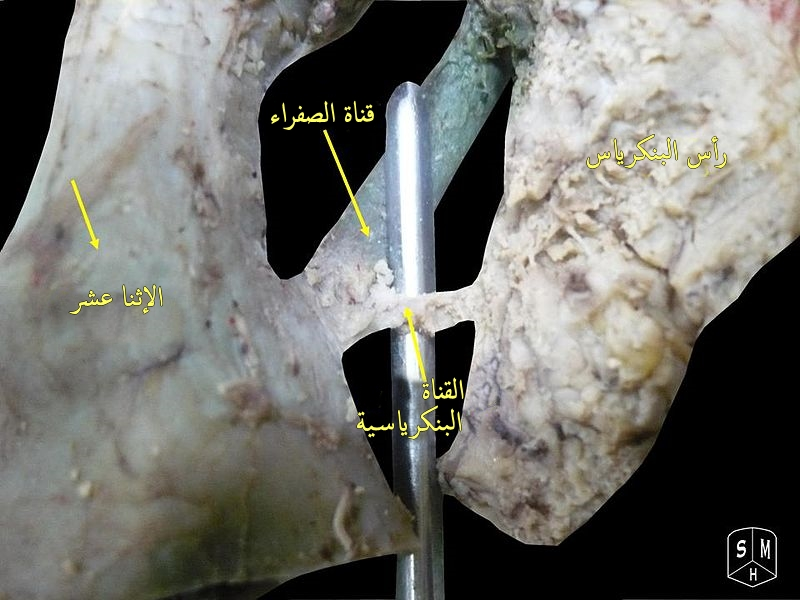
البنكرياس.
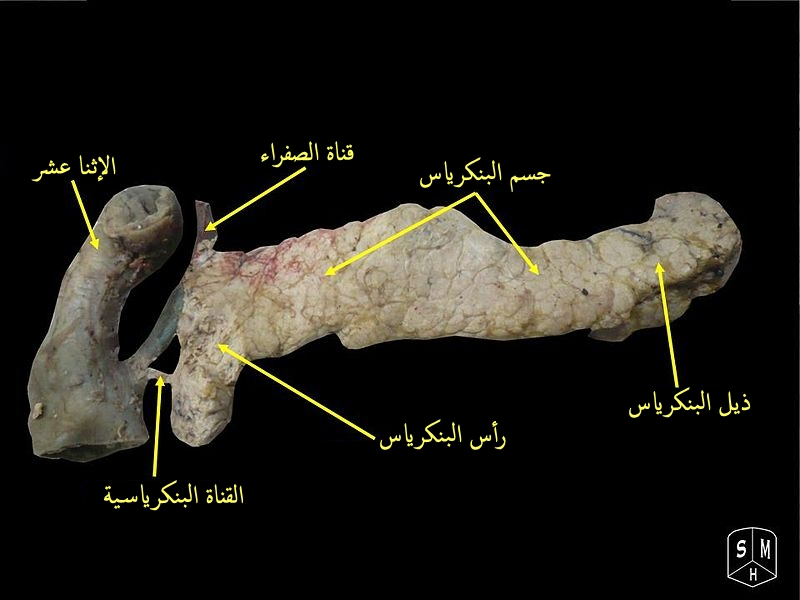
البنكرياس.
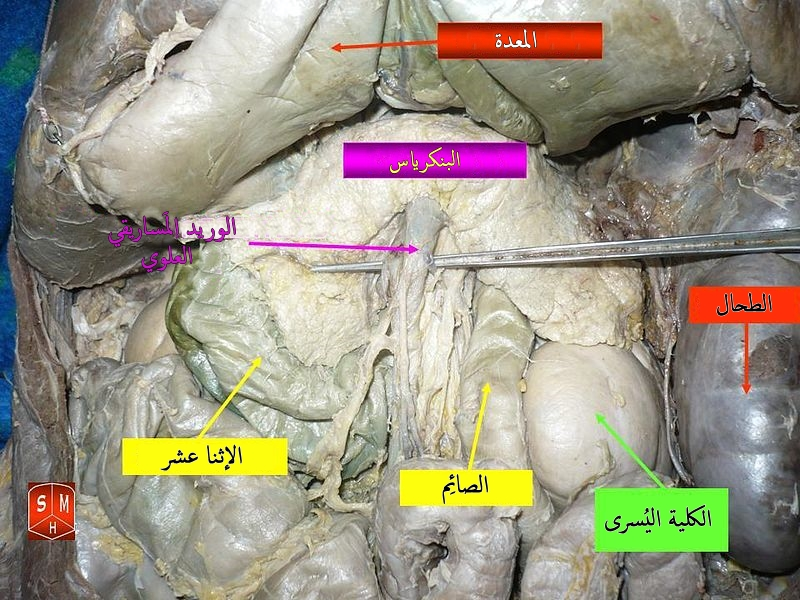
البنكرياس.
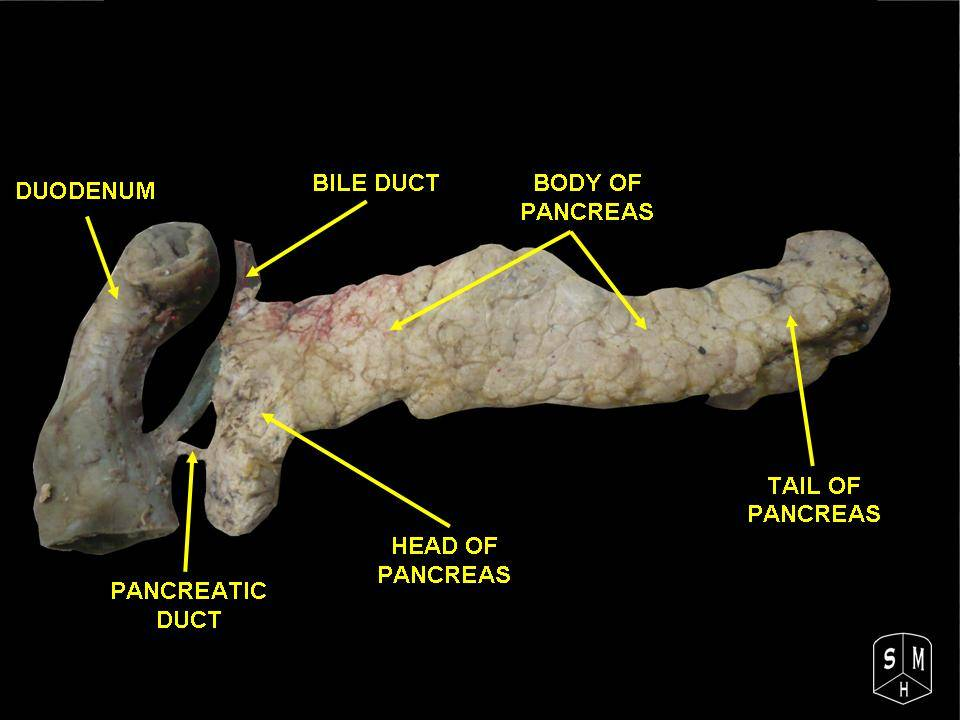
تشريح تفصيلي عميق للبنكرياس. منظر أمامي.
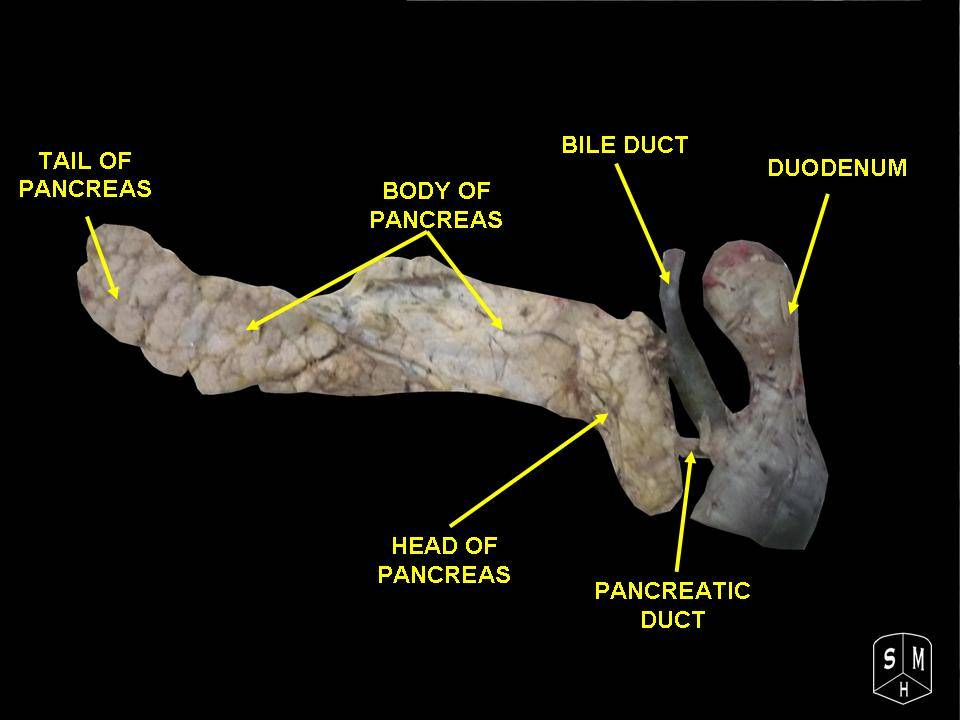
تفصيلي عميق للبنكرياس. منظر خلفي.